# الشعبة المنعطفة من الشريان الإكليلي الأيسر
الشعبة المنعطفة من الشريان الإكليلي الأيسر (بالإنجليزية: Circumflex branch of left coronary artery)‏‏ هو شريان يتفرعُ من الشريان التاجي الرئيسي الأيسر.

## معرض صور

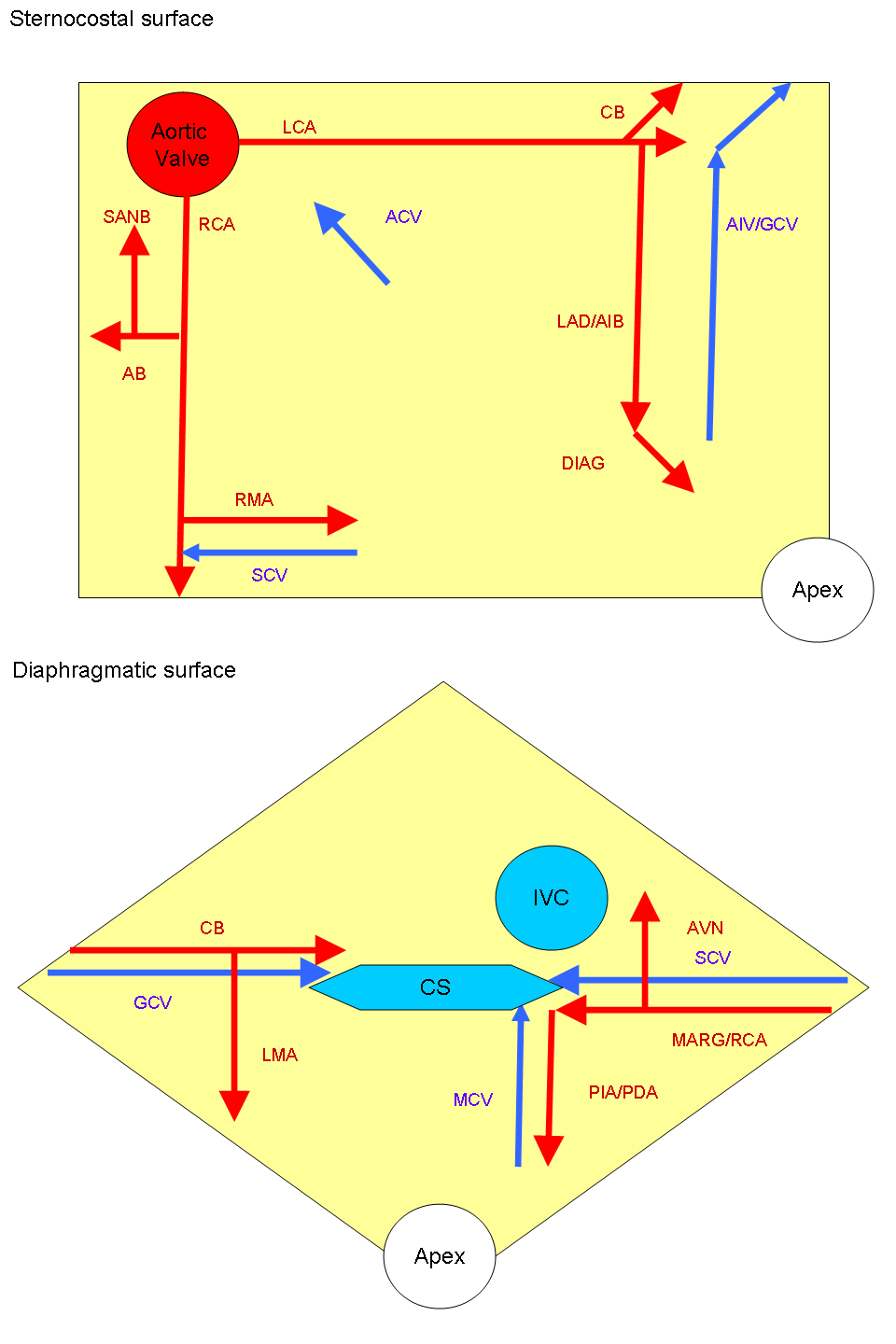
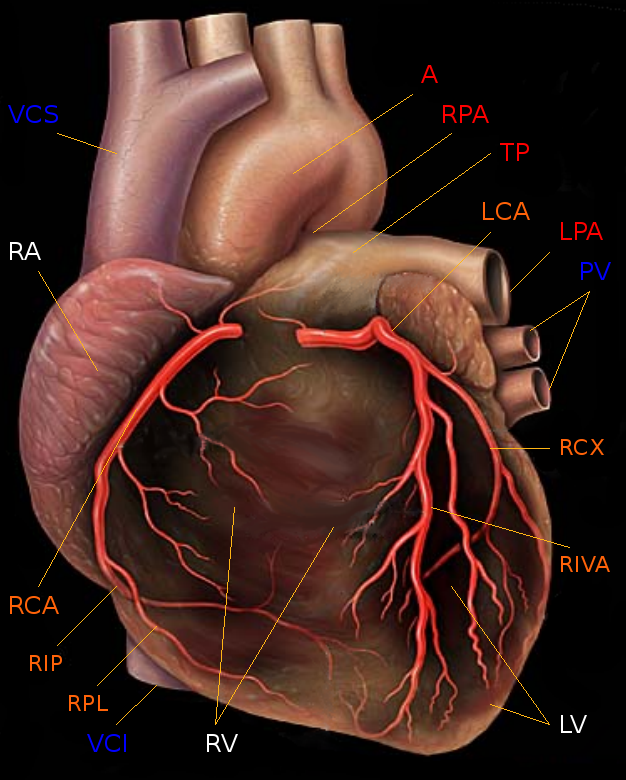
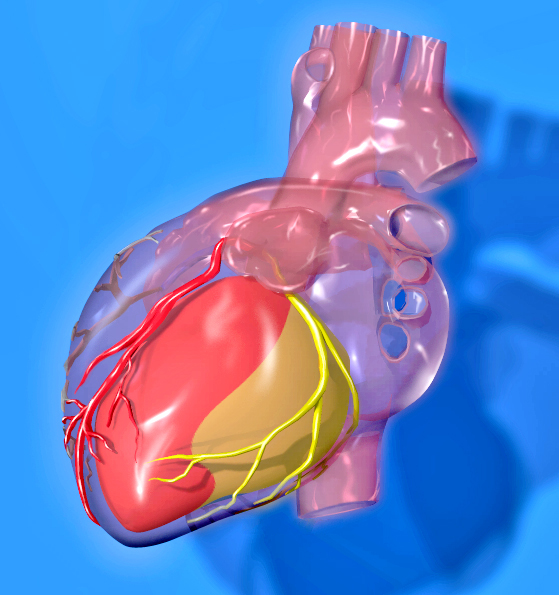